# Ernst-August-Galerie
Die Ernst-August-Galerie ist ein im Oktober 2008 eröffnetes Einkaufszentrum des Betreibers ECE Projektmanagement in Hannover im Stadtteil Mitte unmittelbar neben dem Hauptbahnhof am Ernst-August-Platz.

## Beschreibung
In der Ernst-August-Galerie mit rund 30.000 Quadratmetern Verkaufsfläche befinden sich etwa 150 Geschäfte auf drei Ebenen. In einem integrierten Parkhaus stehen über 1.200 Pkw-Stellplätze zur Verfügung. Damit gehört es zu den größten Einkaufszentren in der Region Hannover. Mieter von Ladenflächen sind überwiegend Filialisten. Betreiber ist die hamburgische ECE Projektmanagement. In der Ernst-August-Galerie sind etwa 1.200 Mitarbeiter beschäftigt.
Die Ernst-August-Galerie ist das 99. Einkaufszentrum, das der Betreiber ECE errichtet. In Niedersachsen ist es das siebte ECE-Einkaufszentrum dieser Art, dazu gehören auch die Schloss-Arkaden in Braunschweig, die City-Galerie in Wolfsburg und die Stadt-Galerie in Hameln.
Die Baukosten des Galerieprojektes mit einer Bruttogeschossfläche von 107.344 Quadratmetern sollen während der zweijährigen Bauzeit etwa 230 Millionen Euro betragen haben. Im Inneren gibt es einen 25 Meter hohen Lichthof. Bei der Verkaufsfläche sind etwa 50 Prozent vom Modebereich belegt. Etwa 20 Prozent machen Geschenke und Spielwaren aus. Die Gastronomie ist auf rund 10 Prozent der Flächen vertreten, der Lebensmittelbereich mit einem Rewe-Supermarkt nimmt 5 Prozent Fläche ein. Größter Anbieter mit 2.000 Quadratmetern Fläche ist das Textilunternehmen H&M.

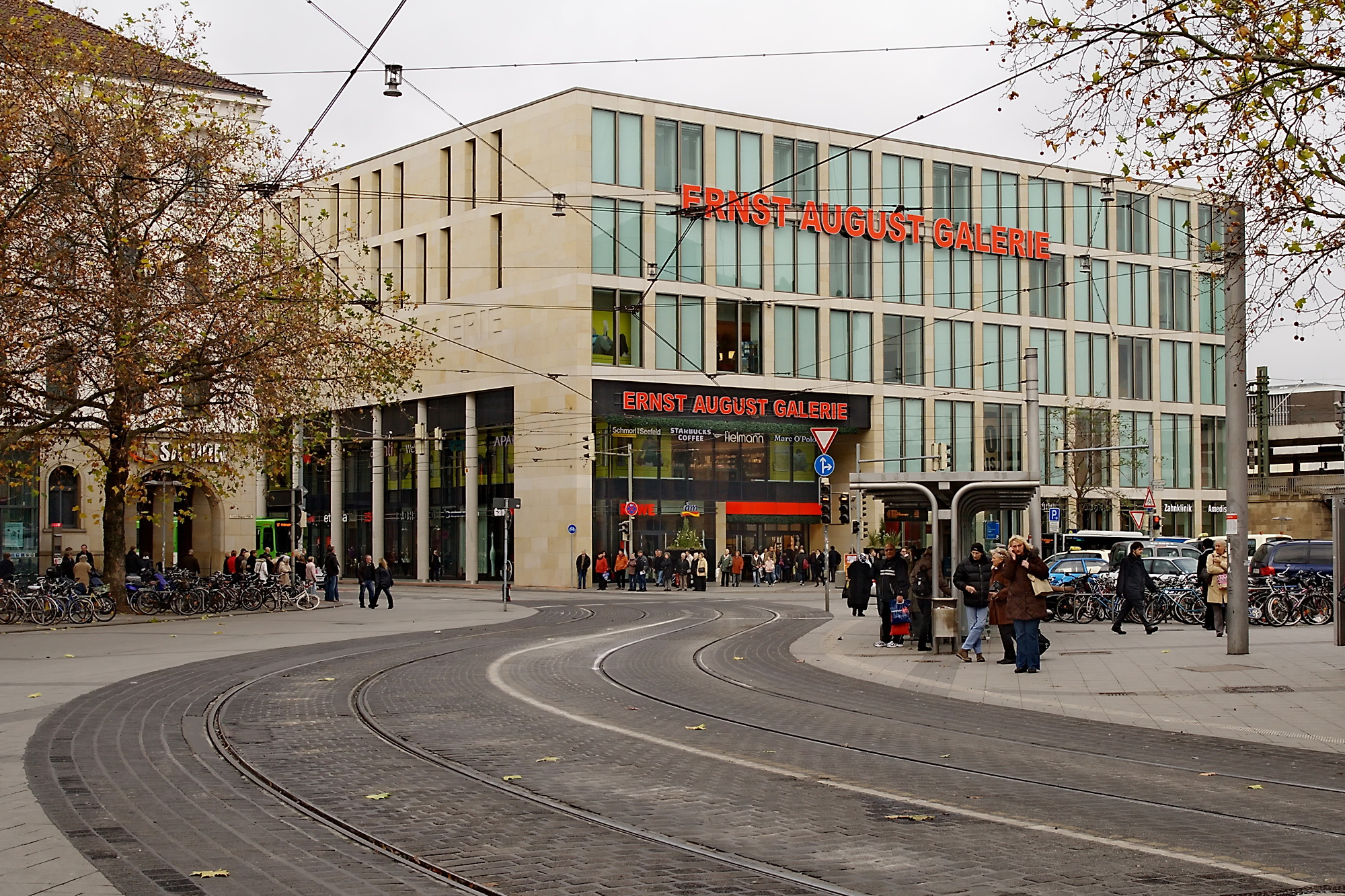
Ernst-August-Galerie mit Gleisen der Stadtbahn
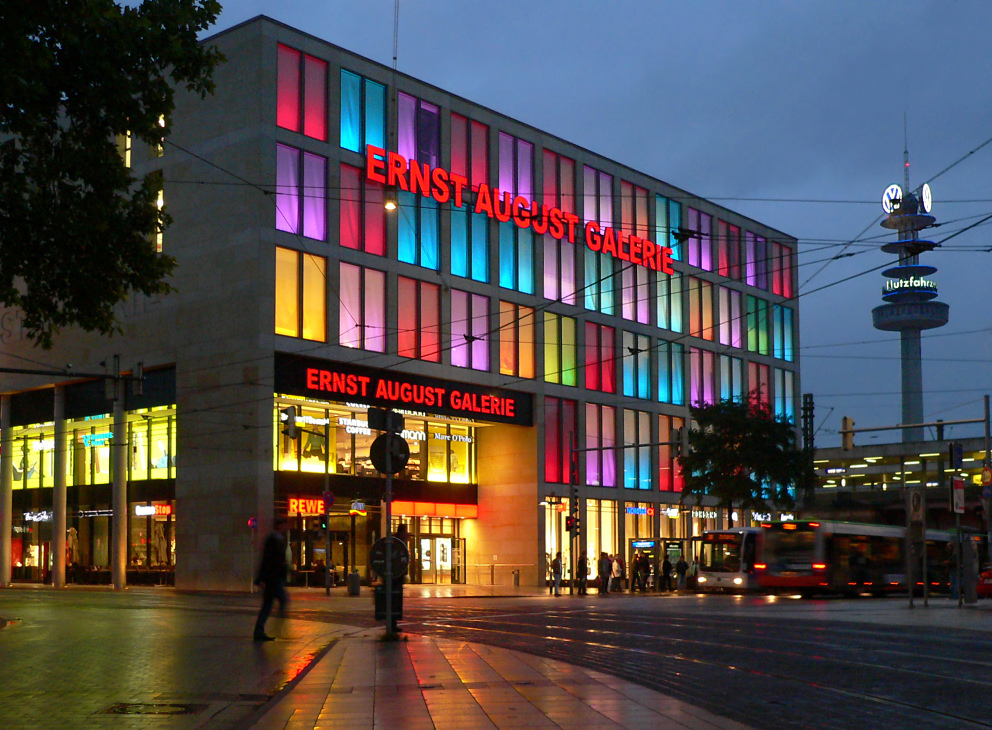
Nachts mit bunten Fenstern
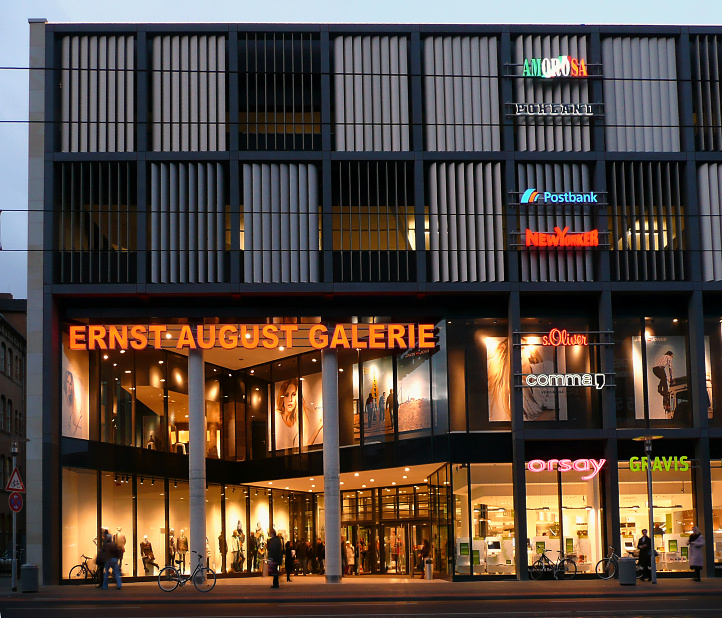
Details der Fassadenkonstruktion
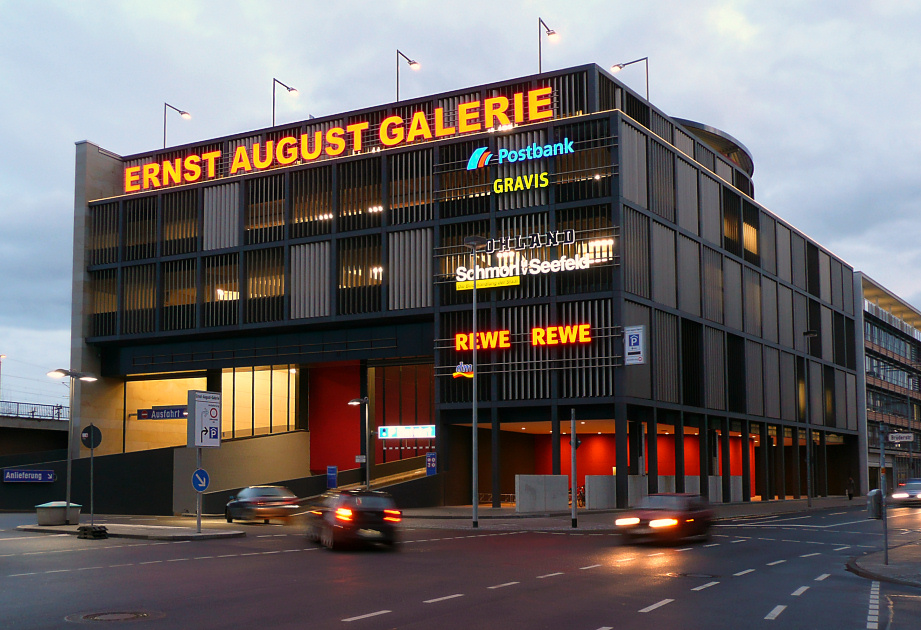
Rückseite mit Parkhausauffahrt

## Denkmalschutz

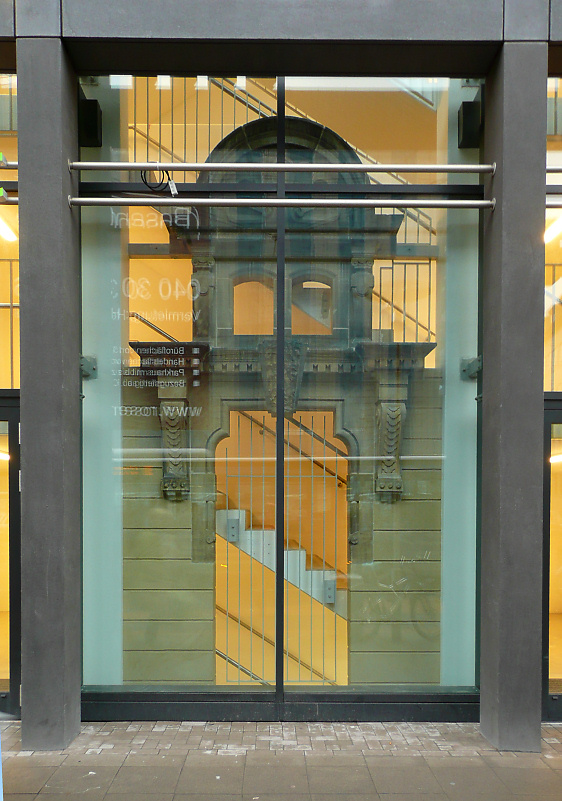
Portal des früheren Witwenhauses am heutigen Standort der Galerie

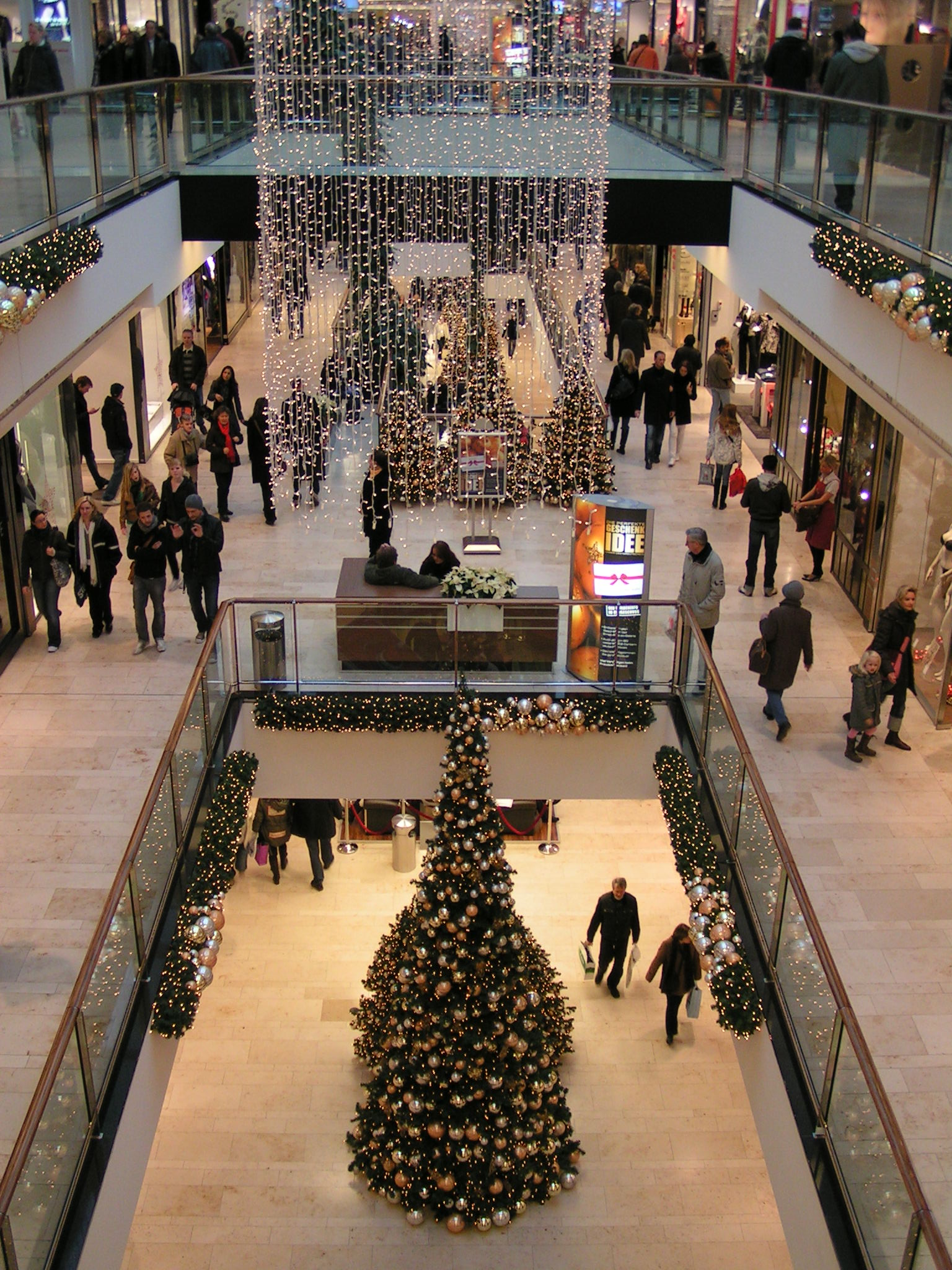
Innenansicht

Für den Neubau wurden das Hauptpostamt am Ernst-August-Platz sowie zwei Altbauten an der Kurt-Schumacher-Straße abgerissen. Darunter befand sich ein teilweise erhaltenes Witwenhaus vom Ende des 19. Jahrhunderts. Die Galeriebetreiber bauten das neobarock gestaltete Hauseingangsportal in die Außenfassade der Galerie nahe seinem ursprünglichen Standort wieder ein.

## Energiesparmaßnahmen
Beim Bau wurde auf die Umweltfreundlichkeit durch Energiesparmaßnahmen geachtet. Durch eine natürliche Be- und Entlüftung kann auf eine elektrische Kühlung verzichtet werden. Rolltreppen werden nach Kundenaufkommen gesteuert und automatisch abgeschaltet. Auf dem Dach wurde eine 2.000 Quadratmeter große Solaranlage installiert.

## Öffentliche Wahrnehmung
Kritiker bemängeln fehlende Langzeitanalysen, die sich mit den Auswirkungen auf die klassischen Einzelhandelslagen in der Innen- und Altstadt befassen. Da Filialisten überwiegen, sind echte Fachgeschäfte aus Hannover unterrepräsentiert. Mit 43 von 150 Läden wird fast ein Drittel von Hannoveranern betrieben, aber bezogen auf die Grundfläche sind es weniger als ein Sechstel hannoversche Inhaber. Architektonisch sei nach dem Urteil vieler Fachleute eine „austauschbare Kaufhausarchitektur“ ohne erkennbaren städtebaulichen Akzent entstanden, obwohl die Stadt einen Wettbewerb ausgeschrieben hatte.
Das Gebäude wurde hingegen zweifach ausgezeichnet: Es erhielt 2009 das DGNB-Siegel in Gold sowie den MAPIC-Award in der Kategorie Nachhaltige Handelsimmobilienentwicklung.
Im Februar 2014 stürzte sich eine 55-jährige Frau von einer Empore in der dritten Etage in den Tod.